# 14. pehotna divizija (Avstro-Ogrska)
14. pehotna divizija (izvirno nemško 14. Infanterie-Division oz. nemško 14. Infanterietruppendivision) je bila pehotna divizija avstro-ogrske kopenske vojske, ki je bila aktivna med prvo svetovno vojno.

## Zgodovina
Divizija je sodelovala v bojih na soški fronti.

## Organizacija
Maj 1941
- 27. pehotna brigada
- 28. pehotna brigada
- 13. poljskotopniški polk
- 14. poljskotopniški polk
- 5. poljskohavbični polk

## Poveljstvo
Poveljniki (Kommandanten)
- Hugo Martiny: avgust - december 1914
- Rudolf von Willerding: december 1914 - februar 1915
- Hugo Martiny: februar - marec 1915
- Maximilian Csicserics von Bácsány: april 1915  junij 1916
- Ladislaus Horváth: julij - september 1916
- Franz Szende von Fülekkelecsény: september 1916 - november 1918